# 織女增三
天琴座μ，又名BD+39 3410，HD 169702、SAO 66943、HR 6903，是天琴座的一颗恒星，视星等为5.12，位于銀經67.33，銀緯21.8，其B1900.0坐标为赤經18h 20m 56.1s，赤緯+39° 21.8′ 9″。